# Melanostoma bituberculatus
Melanostoma bituberculatus là một loài ruồi trong họ Ruồi giả ong (Syrphidae). Loài này được Loew mô tả khoa học đầu tiên năm 1858. Melanostoma bituberculatus phân bố ở vùng Châu Phi